# Exorcisme tragique
Pour plus de détails, voir Fiche technique et Distribution.
Exorcisme tragique (Un bianco vestito per Marialé) est un giallo italien réalisé par Romano Scavolini et sorti en 1972.

## Synopsis
Dans les années 1940, à l'âge de 8 ans, Marielé assiste au meurtre de sa mère et de son amant par son père qui se donne la mort aussitôt, toujours sous ses yeux. 
30 ans plus tard, dans les années 1970, elle vit recluse dans un château avec son mari, Paolo, un châtelain désargenté et taciturne. Traumatisée par le double meurtre et le suicide de son père, elle est aujourd'hui dépressive et psychologiquement fragile. Ils vivent avec leur majordorme, Osvaldo, qui est chargé de veiller à ce que Marielé prenne ses tranquillisants. Mais Marielé se sent surtout soumise à son mari qui l'isole du monde extérieur. Pour briser la monotonie dans laquelle elle est confinée, elle invite six personnes, des amis ou des proches, à passer un week-end festif sans le dire à son époux. Parmi les invités se trouve son ancien amant Massimo. Les autres sont Gustavo, sa maîtresse noire Sémy, Mercedes et les amoureux Jo et Sebastiano.
Quant à Marielé, elle leur propose de se déguiser pour s'amuser. Elle revêt la robe blanche et tachée de sang que sa mère portait à sa mort pour exorciser les démons de son passé. 
Très vite, le week-end devient orgiaque. Alors que Jo est homosexuel, son compagnon Sebastiano est bisexuel et couche avec Mercedes. Cette dernière, également bisexuelle, fait l'amour avec Sémy, une femme libérée qui refuse d'être l'esclave de Gustavo.
Mais un tueur rôde dans les couloirs du château et assassine les occupants un par un...

## Fiche technique
- Titre original : Un bianco vestito per Marialé
- Titre français : Exorcisme tragique ou À nous les petites cailles ou Les monstres se mettent à table ou La Sorcière épinglée ou Paranoïa[1]
- Réalisation et photographie : Romano Scavolini
- Scénario : Remigio Del Grosso et Giuseppe Mangione
- Montage : Francesco Bertuccioli
- Musique : Fiorenzo Carpi et Bruno Nicolai
- Société de production et distribution : KMG Cinema
- Pays de production :  Italie
- Langue originale : italien
- Format : couleur
- Genre : giallo
- Durée : 84 minutes
- Dates de sortie : 
  - Italie : 30 novembre 1972
  - France : 9 avril 1975

## Distribution
- Ida Galli : Marielé
- Ivan Rassimov : Massimo
- Luigi Pistilli : Paolo
- Pilar Velázquez : Mercedes
- Ezio Marano : Sebastiano
- Giancarlo Bonuglia : Jo
- Shawn Robinson : Sémy
- Gengher Gatti : Osvaldo
- Edilio Kim : Gustavo
- Gianni Dei : l'amant de la mère de Marielé
- Franco Calogero : le père de Marielé